# Cirenajka
Cirenajka (arabsko برقة, latinizirano: Barqah, koinskogrško Κυρηναϊκή [ἐπαρχία], latinizirano: Kūrēnaïkḗ [eparkhíā]); po mestu Kirena) je vzhodna obalna pokrajina v Libiji. V antiki tudi znana pod imenom Pentapolis ('Pet mest'), je sestavljala del rimske province] Kreta in Cirenajka, kasneje razdeljena na Libijski pentapolis in Libijska Sicca. V islamskem obdobju je pokrajina postala znana pod imenom Barka, po mestu Barka.
Pokrajina meri 855.370 km2 in je v severovzhodnem delu Libije. Leži ob Sredozemskem morju vzhodno od zaliva Velika Sirta in se razprostira do egiptovske meje. Največje mesto in upravno središče v pokrajini je Bengazi. Ostala večja mesta so Derna, El-Beida, Ajdabija, El-Meri, Tobruk ...  
Prebivalstvo (okoli 1.600.000) sestavljajo Arabci, Berberi in potomci koloniziranih Italijanov.
Večino površine zavzema puščava, poljedelstvo je možno le v primorju, kjer pade več padavin.

## Geografija
Geološko gledano Cirenajka sloni na gmoti miocenskega apnenca, ki se strmo nagiba od Sredozemskega morja in pada v notranjost s postopnim spuščanjem do morske gladine.
Ta masa je razdeljena na dva bloka. Džebel Akhdar se razteza vzporedno z obalo od zaliva Sidra do zaliva Bomba in doseže nadmorsko višino 882 metrov. Ni neprekinjene obalne ravnine, najdaljši pas poteka od vdolbine zaliva Sidra mimo Bengazija do Tolmeite. Zatem je obala, razen deltastih zaplat pri Susi in Derni, prepadna. Strma strmina ločuje obalno nižino od razmeroma ravnega platoja, znanega kot planota Mardž, ki leži na približno 300 metrih nadmorske višine. Nad ravnico Mardž leži razčlenjena planota na približno 700 metrih nadmorske višine, ki vsebuje najvišje vrhove v verigi.
Džebel Akhdar in njegova sosednja obala sta del ekoregije sredozemska makija in gozdovi in imata sredozemsko podnebje z vročimi, suhimi poletji ter relativno blagimi in deževnimi zimami. Rastlinske združbe tega dela Cirenajke vključujejo makijo, gozd,  garigo, stepo in hrastovo savano. Grmišča garigo zavzemajo nekmetijske dele obalne ravnine in obalne strmine, s Sarcopoterium spinosum, skupaj z Asphodelus ramosus in Artemisia herba-alba, kot prevladujočo vrsto. Majhna območja makije najdemo na severnih pobočjih blizu morja, na nižji planoti pa postanejo obsežnejša. Juniperus phoenicea, Pistacia lentiscus, Quercus coccifera in Ceratonia siliqua so pogoste vrste dreves in velikih grmov v makiji. Zgornja planota vključuje območja garige, dve skupnosti makije, v eni prevladuje Pistacia lentiscus, v drugi pa mešana makija, v kateri je izrazit endemit Arbutus pavarii in gozdovi Cupressus sempervirens, Juniperus phoenicea, Olea europaea, Quercus coccifera, Ceratonia siliqua in Pinus halepensis.
Območja rdeče prsti najdemo na planoti Mardž, ki je od pradavnine do danes rodila obilne pridelke pšenice in ječmena. V visokogorju izvira veliko izvirov. Divjih oljk je v izobilju, velika območja hrastove savane pa zagotavljajo pašo čredam lokalnih beduinov. V preteklosti so bila velika območja pokrita z gozdom. Gozdno območje Džebel Akhdarja se je v zadnjih desetletjih krčilo. Poročilo Organizaciji ZN za prehrano in kmetijstvo iz leta 1996 je ocenilo, da se je gozdnata površina zmanjšala na 320.000 hektarjev s 500.000 hektarjev, ki so bili večinoma izkrčeni za gojenje poljščin. Organ za ohranjanje in razvoj Green Mountain ocenjuje, da se je gozdnata površina zmanjšala s 500.000 hektarjev leta 1976 na 180.000 hektarjev leta 2007.
Južna pobočja Džebel Akhdarja zavzemajo sredozemski suhi gozdovi in stepe, prehodna ekoregija, ki leži med območji sredozemskega podnebja severne Afrike in hipersušno Saharo.
Spodnji Džebel el-Akabah leži južno in vzhodno od Džebel Akhdarja. Obe visokogorji sta ločeni z depresijo. Ta vzhodna regija, v starih časih znana kot Marmarica, je veliko bolj suha kot Džebel Akhdar in tukaj se Sahara razteza do obale. Zgodovinsko gledano sta bila nabiranje soli in spužvarstvo pomembnejša od kmetijstva. Bomba in Tobruk imata dobra pristanišča.
Južno od obalnega visokogorja Cirenajke je velika depresija, ki poteka od vzhoda proti zahodu in se razteza proti vzhodu od zaliva Sidra v Egipt. Ta regija Sahare je znana kot Libijska puščava in vključuje Veliko peščeno morje in peščeno morje Calanšio. Libijska puščava je dom nekaj oaz, vključno z Avjilo in Jaghbubom.

## Zgodovina

### Berbersko ljudstvo
Berberi so bili prvi zabeleženi prebivalci Cirenajke.

### Staroegipčansko obdobje
Egiptovski zapisi omenjajo, da so v času Novega egipčanskega kraljestva (13. stoletje pr. n. št.) plemeni Libu in Mešveš iz Cirenajke pogosto vdirali v Egipt.

### Grška kolonizacija
Cirenajko so Grki kolonizirali v začetku 7. stoletja pred našim štetjem, ko je bila znana kot Kirenajka. Prva in najpomembnejša kolonija je bila Kirena, ki so jo okoli leta 631 pred našim štetjem ustanovili kolonisti z grškega otoka Tera (sodobni Santorini), ki so ga zapustili zaradi hude lakote. Njihov poveljnik Aristoteles je prevzel libijsko ime Battos. Njegovi potomci, znani kot Battiadae, so vztrajali kljub hudemu konfliktu z Grki v sosednjih mestih.
Vzhodni del province, brez večjih naseljenih središč, se je imenoval Marmarica; pomembnejši zahodni del je bil znan kot Pentapolis, saj je obsegal pet mest: Kireno (blizu današnje vasi Šahat) s pristaniščem Apollonia (Marsa Susa), Arsinoe ali Taucheira (Tocra), Euesperides ali Berenice (blizu današnjega Bengazija), Balagrae (Al Bajda) in Barce (Mardž) – katerih poglavar je bil istoimenski Kirene. Izraz "Pentapolis se je še naprej uporabljal kot sinonim za Cirenajko. Na jugu je Pentapolis zbledel v saharska plemenska območja, vključno s faraonskim preročiščem Amonium.
V regiji so pridelovali ječmen, pšenico, oljčno olje, vino, fige, jabolka, volno, ovce, govedo in silfium, zelišče, ki je raslo le v Cirenajki in je veljalo za zdravilo in afrodiziak.
Kirena je postala eno največjih intelektualnih in umetniških središč grškega sveta, znano po medicinski šoli, izobraženih akademijah in arhitekturi, ki je vključevala nekaj najboljših primerov helenističnega sloga. Kirenaike, šolo mislecev, ki so razlagali doktrino moralne veselosti, ki je definirala srečo kot vsoto človeških užitkov, je ustanovil Aristip iz Kirene. Drugi pomembni domačini iz Cirene so bili pesnik Kalimah ter matematika Teodor iz Kirene in Eratosten.

### Perzijska vladavina
Leta 525 pred našim štetjem je po osvojitvi Egipta ahemenidska vojska Kambiza II. zavzela Pentapolis in ustanovila satrapijo (ahemenidska provinca) nad deli regije za približno naslednji dve stoletji.

### Helenistična doba
Perzijcem je leta 332 pr. n. št. sledil Aleksander Veliki, ki je po zavzetju Egipta prejemal davek od mest. Pentapolis je formalno priključil Ptolemaj I. Soter in prek njega prešel na diadoško dinastijo Lagidov, bolj znano kot Ptolemajci. Za kratek čas je pridobil neodvisnost pod Magom iz Kirene, pastorkom Ptolemaja I., vendar je bil po njegovi smrti ponovno vključen v Ptolemajsko kraljestvo. Ptolemaj VIII. Everget ga je ločil od glavnega kraljestva in ga dal svojemu sinu Ptolemaju Apionu, ki je umrl brez naslednikov leta 96 pr. n. št. in ga zapustil Rimski republiki.

### Rimska provinca
Latinsko ime Cyrenaica (ali Kyrenika) sega v 1. stoletje pr. n. št. Čeprav obstaja nekaj zmede glede natančnega ozemlja, ki ga je podedoval Rim, je bil do leta 78 pr. n. št. organiziran kot ena upravna provinca skupaj s Kreto. Postala je senatorska provinca leta 20 pr. n. št., tako kot njena veliko bolj ugledna zahodna soseda Afrika proconsularis, in za razliko od samega Egipta, ki je leta 30 pr. n. št. postal cesarska domena sui generis (pod posebnim guvernerjem, imenovanim praefectus augustalis).
Dioklecijanove reforme tetrarhije leta 293 so spremenile upravno strukturo Cirenajke. Razdeljena je bila na dve provinci: Gornjo Libijo ali Libijo Pentapolis, ki je obsegala zgoraj omenjeni Pentapolis, s Kireno kot glavnim mestom, in Libijo Inferior ali Libijo Sicco, ki je obsegala Marmarico, s pomembnim pristaniškim mestom Paraetonium kot glavnim mestom. Vsak je bil pod guvernerjem, ki je imel skromen čin praeses. Oba sta pripadala škofiji Orient s prestolnico v Antiohiji v Siriji, od leta 370 pa škofiji Egipt v okviru pretorske prefekture Oriens. Njena zahodna soseda Tripolitanija, največja prokonzularija, odcepljena od Afrike, je postala del afriške škofije, podrejene prefekturi Italia et Africa. Po potresu na Kreti leta 365 je bila prestolnica prestavljena v Ptolemais. Po delitvi cesarstva je Cirenajka postala del Vzhodnorimskega cesarstva (Bizantinsko cesarstvo), ki meji na Tripolitanijo. Kratek čas je bil del Vandalskega kraljestva na zahodu, dokler ga Belizar ni ponovno osvojil leta 533.
Tabula Peutingeriana prikazuje Pentapolites vzhodno od Syrtes Maiores, kar kaže na mesta Bernice, Hadrianopolis, Taucheira, Ptolomaida, Callis, Cenopolis, Balacris in Cyrene.
- Kreta in Cirenaika, Rimsko cesarstvo iz 2. stoletja
- Zemljevid Cirenaike in Marmarice v rimski dobi (Samuel Butler, 1907)
- Rimske ruševine Ptolomaide, Cirenajka

### Arabska in osmanska vladavina
Cirenajko so osvojili muslimanski Arabci pod poveljstvom Amr ibn al-Asa v času mandata drugega kalifa Omarja okoli leta 642 in je postal znan kot Barka po glavnem mestu province, starodavnem mestu Barce. Po razpadu Omajadskega kalifata je bil v bistvu priključen Egiptu, čeprav še vedno pod istim imenom, najprej pod fatimidskimi kalifi. Regija je postala baza za piratstvo in mnogi pirati so delovali kot zasebniki Fatimidov. Okoli leta 1051/52 je Džabbara, emir iz Barke, prenesel svojo zvestobo s Fatimidov na Ziride.
Sredi 11. stoletja je več arabskih plemen, vključno z beduinsko konfederacijo Banu Hilal, opustošilo severnoafriško obalo pod nadzorom Ziridov. Barka je bila opustošena zaradi Hilalijske invazije in prepuščena Banu Sulajmu, medtem ko je Banu Hilal korakal proti zahodu. Invazija je prispevala k zatonu pristaniških mest in pomorske trgovine. Do 200.000 hilalijskih družin se je iz Egipta preselilo v Cirenajko. Zaradi preseljevanja arabskih plemen je postala Cirenajka bolj arabska kot kateri koli kraj v arabskem svetu, razen v notranjosti Arabije. Ajubidski emir Karakuš je vkorakal v Magreb in po besedah al-Maqrizija prevzel nadzor nad Cirenajko na ukaz Saladina, ki je želel provinco uporabiti kot kmetijsko bazo. Zdi se, da Mameluki niso mogli izvajati pomembnejšega nadzora in so se morali povezati z domačimi beduini, da so posredno sprejeli njihovo suverenost in hkrati plačevali davke. Osmansko cesarstvo je kasneje zahtevalo suverenost Cirenajke na podlagi mameluške trditve o vrhovni oblasti prek zavezništva s plemeni. Cirenajka je bila vključena v Osmansko Libijo.
Leta 1879 je Cirenajka postala vilajet Osmanskega cesarstva. Leta 1888 je postal mutasarıfija pod mutasarifom in je bila nadalje razdeljena na pet kadas. Vali Osmanske Tripolitanije pa je skrbel za vojaške in sodne zadeve. Birokratska ureditev je bila podobna tisti v Tripoliju. Mutasarifate je obstajal do italijanske invazije.

### Italijanska kolonialna vladavina
Italijani so Cirenajko zasedli med italijansko-turško vojno leta 1911 in jo 15. oktobra 1912 razglasili za italijanski protektorat. Tri dni kasneje je Osmansko cesarstvo provinco uradno prepustilo Kraljevini Italiji. 17. maja 1919 je bila Cirenajka ustanovljena kot italijanska kolonija, 25. oktobra 1920 pa je italijanska vlada priznala šejka Sidija Idrissa kot voditelja Senusijev, ki je dobil knežji čin emirja do leta 1929. Tega leta je Italija umaknila priznanje njemu in Senusijem. 1. januarja 1934 so bile Tripolitanija, Cirenajka in Fezan združene v italijansko kolonijo Libija.
Italijanski fašisti so zgradili Marmorni lok kot obliko cesarskega slavoloka zmage na meji med Cirenajko in Tripolitanijo blizu obale.
V Cirenaiki so med drugo svetovno vojno potekali hudi boji zaveznikov proti italijanski vojski in nacističnemu nemškemu afriškemu korpusu. Konec leta 1942 so zavezniške sile osvobodile Cirenajko izpod okupacije Osi in Združeno kraljestvo je upravljalo večino Libije do leta 1951, ko je bila ustanovljena Kraljevina Libija in podeljena neodvisnost.

### Cirenajski emirat
Leta 1949 je Idris al-Senusi z britansko podporo razglasil neodvisen emirat Cirenajka. Ta emirat je postal del Kraljevine Libije, ko je bila ustanovljena, in neodvisno kraljestvo 24. decembra 1951, ko je Idris al-Senusi postal kralj Idris.

### Gadafijeva arabska republika
Od 1. septembra 1969, ko je dinastijo Senusi strmoglavil polkovnik Moamer Gadafi, je Cirenajka občasno doživela nacionalistično dejavnost proti Gadafijevi vojaški diktaturi, vključno z vojaškim uporom v Tobruku leta 1980.
Leta 2007 je Green Mountain Conservation and Development Authority, ki jo vodi Saif al-Islam Gaddafi, objavila regionalni načrt za Cirenajko, ki ga je razvilo podjetje Foster and Partners. Načrt, znan kot Kirenska deklaracija, je bil namenjen oživitvi cirenajskega kmetijstva, oblikovanju narodnega parka in razvoju regije kot kulturne in ekološke turistične destinacije. Napovedani pilotni projekti so vključevali načrte za tri hotele, vključno s Cyrene Grand Hotelom v bližini ruševin Kirene.
Večji del libijske državljanske vojne je bila Cirenajka večinoma pod nadzorom nacionalnega prehodnega sveta, medtem ko sta Tripolitanija in Fezan ostala pod nadzorom Gadafijeve vlade. Nekateri so predlagali »rešitev dveh držav« za konflikt, pri čemer bi Cirenajka postala neodvisna država, vendar sta ta koncept močno zavrnili obe strani in tri regije so bile ponovno združene oktobra 2011, ko so uporniške sile zavzele Tripolitanijo in Fezan, vlada pa je padla.